# Меттауерталь
Меттауерталь (нім. Mettauertal) — громада  в Швейцарії в кантоні Ааргау, округ Лауфенбург.

## Географія
Громада розташована на відстані близько 90 км на північний схід від Берна, 20 км на північ від Аарау.
Меттауерталь має площу 21,6 км², з яких на 7,5% дозволяється будівництво (житлове та будівництво доріг), 51,2% використовуються в сільськогосподарських цілях, 40,1% зайнято лісами, 1,3% не є продуктивними (річки, льодовики або гори).

## Демографія
2019 року в громаді мешкало 2035 осіб (+5% порівняно з 2010 роком), іноземців було 15,2%. Густота населення становила 94 осіб/км².
За віковим діапазоном населення розподілялося таким чином: 17,6% — особи молодші 20 років, 60,4% — особи у віці 20—64 років, 22% — особи у віці 65 років та старші. Було 911 помешкань (у середньому 2,2 особи в помешканні).
Із загальної кількості 749 працюючих 125 було зайнятих в первинному секторі, 337 — в обробній промисловості, 287 — в галузі послуг.